# Chris Lightcap

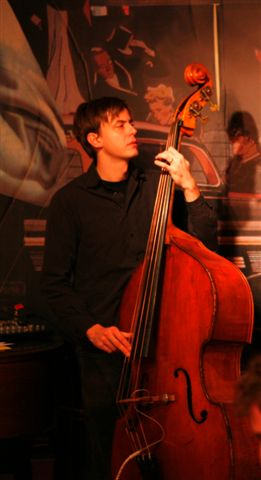
Chris Lightcap

Chris Lightcap (* 23. April 1971 in Latrobe, Pennsylvania) ist ein US-amerikanischer Jazz-Bassist und Bandleader.

## Leben und Wirken
Lightcap wuchs im Westmoreland County auf und arbeitete nach seiner Ankunft in New York seit Mitte der 1990er Jahre mit Joe Morris, Anthony Braxton und Cecil Taylor. 1996 trat er mit Lisa Parrott und Heinrich Köbberling in der Knitting Factory im Trio PLK auf, das 1998 das Album Bab Bab (Goat Angel Records) veröffentlichte und durch Deutschland tourte. 1997 wirkte er bei Rob Browns CIMP-Produktion Scratching the Surface mit.
Ab 1998 spielte er im Trio mit Whit Dickey, Rob Brown (Transonic) und im Quartett von Joe Morris mit Mat Maneri, Nate McBride und Jerome Dupree (A Cloud of Black Birds). 1999 spielte er in der Band des Saxophonisten Michaël Attias (Credo) und nahm auf dem Label Fresh Sound Records (New Talents) das Album Lay-Up auf, an dem Tony Malaby, der Tenorsaxophonist Bill McHenry und der Schlagzeuger Gerald Cleaver mitwirkten; mit Cleaver und McHenry spielte er auch auf dem Album In Metropolitan Motion des Pianisten Ben Waltzer und mit Cleaver auf dem Trioalbum Light Made Lighter des Pianisten Craig Taborn.
2002 folgte Lightcaps zweites Album Bigmouth. 2003 spielte er in der Band des Schlagzeugers Joe Smith (Melodic Workshop). Lightcap arbeitete außerdem mit Marc Ribot, Regina Carter, Mark Turner, Sheila Jordan, James Carter, Butch Morris, Ben Monder, Chad Taylor und Tom Harrell.
Vorbild für Lightcaps Gruppenstil mit dem Einsatz von zwei Saxophonisten ist nach Meinung der Autoren Richard Cook und Brian Morton die pianolose Gruppe von Ornette Coleman der 1960er Jahre. 2018 wirkte er bei David Berkmans Album Six of One mit; 2019 legte er das Album Superbigmouth vor, an dem Craig Taborn, Tony Malaby, Gerald Cleaver, Jonathan Goldberger, Chris Cheek und Curtis Hasselbring mitgewirkt hatten. Zu hören ist er u. a. auch auf Jon Irabagons Album Rising Sun (2022), Rob Browns Oblongata (2023) und Darius Jones’ Legend of e’Boi (The Hypervigilant Eye) (2024).